# Cathédrale de l'Ascension d'Ielets
Cette  cathédrale n’est pas la seule cathédrale de l'Ascension.
La cathédrale de l'Ascension est une cathédrale orthodoxe située dans la ville d'Ielets en Russie. Elle est dédiée à l'Ascension du Seigneur.

## Histoire
Une église se trouvait déjà à cet emplacement au XVIIIe siècle. Elle était vouée à saint Nicolas et à saint Dimitri, mais elle était devenue trop petite par rapport à la croissance de la population. La première pierre de la nouvelle église est bénite le 22 août 1845 et la construction de l'église va dès lors se poursuivre pendant quarante-quatre ans. Elle est consacrée le 22 août 1889. L'église est construite selon les projets de Constantin Thon, architecte de la Cour, chargé spécialement de la construction du palais du Kremlin et de l'entretien des palais impériaux de Moscou. Il sera plus tard l'architecte de la cathédrale du Christ-Sauveur. Les travaux sur place sont dirigés par les maîtres-d'œuvre Petrov et Popov et l'on invite l'architecte-académicien Valpredi à les surveiller. Le clocher de sept mètres qui était prévu ne sera finalement pas construit.
La cathédrale a été fermée par les autorités locales en 1934, pendant la campagne d'athéisme des années 1930. Les icônes ont été directement brûlées dans l'église et l'on a installé un silo à grains. Toutefois après la Seconde Guerre mondiale, Staline desserre la vis et l'église est rendue au culte en 1947.
La cathédrale mesure 74 m de haut pour une longueur de 84 m et une largeur de 34 m. C'est l'une des églises les plus hautes de Russie. Son plan est rectangulaire et l'édifice est couronné de cinq coupoles en forme de bulbe. L'église est divisée en église d'été, en église d'hiver et en église inférieure.